# Johann Georg von Sachsen (1704–1774)

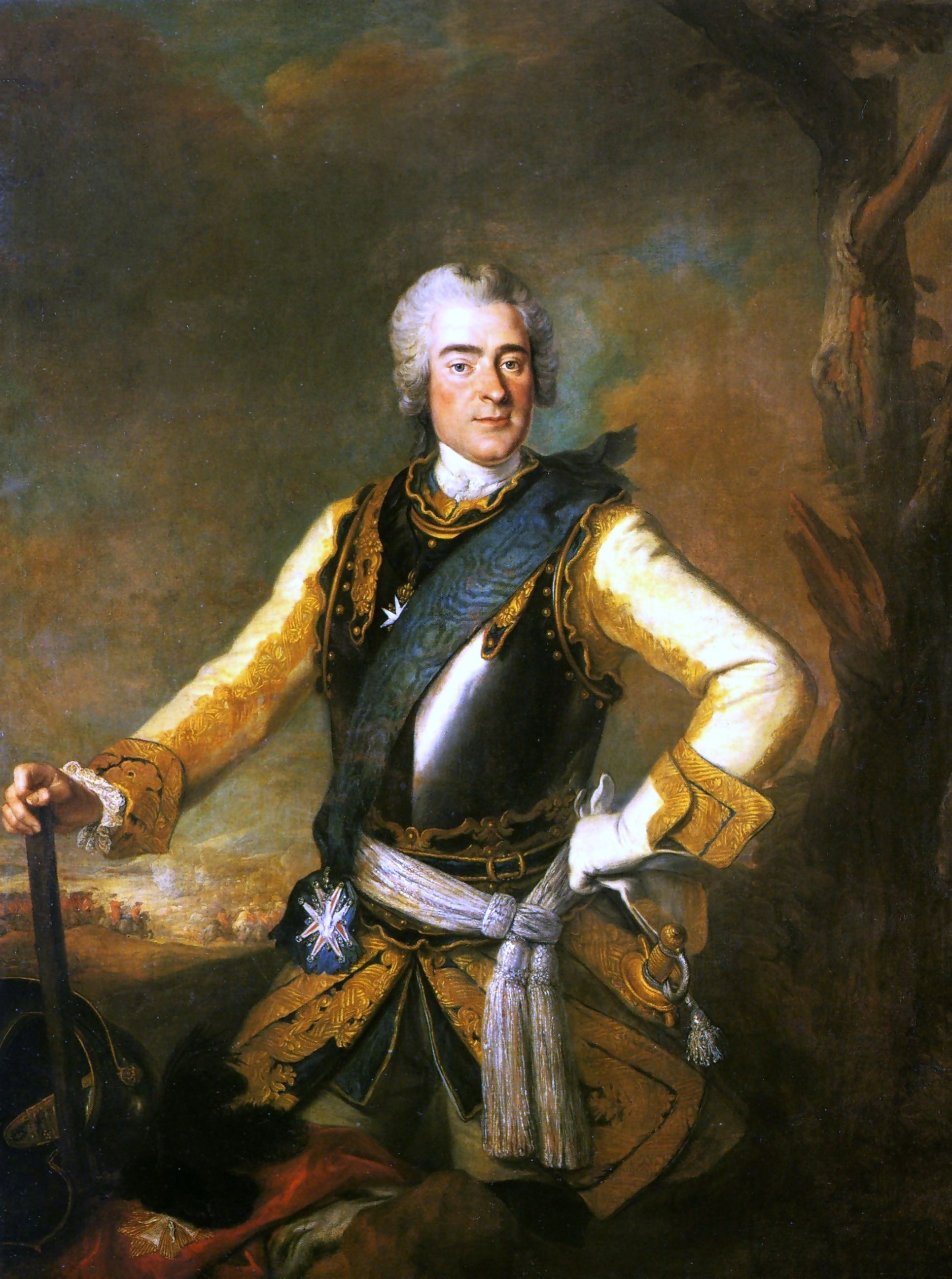
Louis de Silvestre: Johann Georg von Sachsen, Öl auf Leinwand, 1744

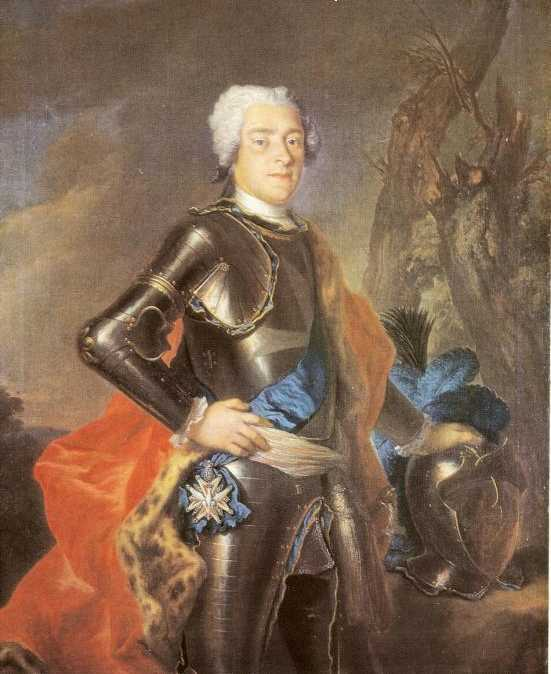
Johann Georg von Sachsen

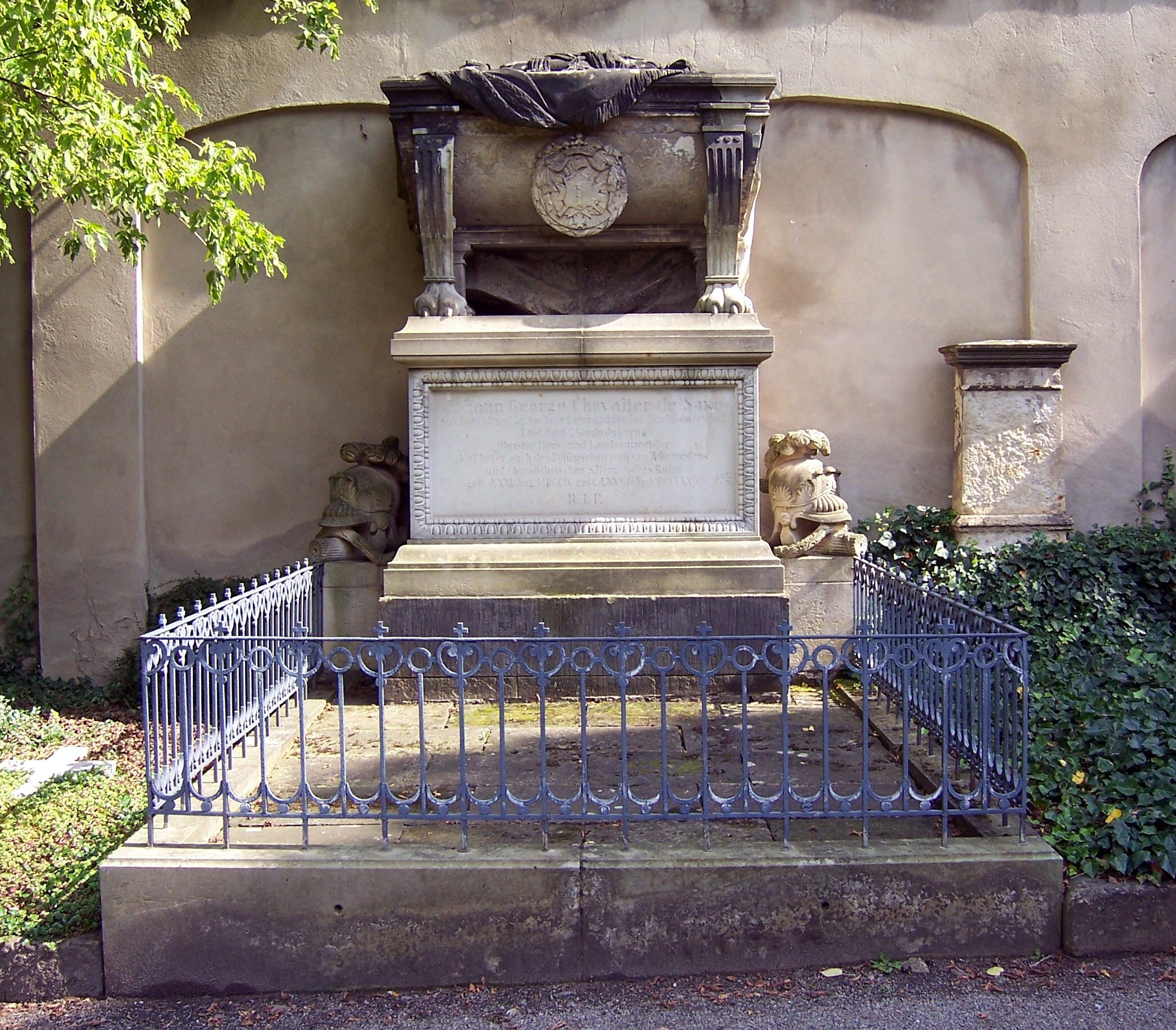
Grab auf dem Alten Katholischen Friedhof in Dresden

Johann Georg, Chevalier de Saxe, auch Johann Georg(e) von Sachsen, (* 21. August 1704 in Dresden; † 25. Februar 1774 ebenda) war ein kursächsischer Generalfeldmarschall und Gouverneur von Dresden.

## Abstammung und Titel
Johann Georg ging als ein illegitimer Sohn Augusts des Starken aus der Verbindung mit der Fürstin Lubomirska hervor, die der Aurora von Königsmarck als Mätresse folgte. Benannt war er nach Augusts Vater Johann Georg III. Später wurde er als Chevalier de Saxe legitimiert, was mit Ritter von Sachsen übersetzt werden kann. Die Titelbezeichnung Chevalier ist mit dem Wort Kavalier verwandt. Als Chevalier de Saxe wurde nach Johann Georg auch Joseph Xavier, ein Sohn Xavers von Sachsen, bezeichnet.

## Militärische Laufbahn
Zunächst war Johann Georg für die geistliche Laufbahn bestimmt und wurde im Jahre 1728 Malteserritter. Später trat er, wie alle illegitimen Söhne Augusts, in die Sächsische Armee ein. Der Chevalier de Saxe befehligte im Ersten und Zweiten Schlesischen Krieg als General die sächsische Kavallerie. Am 15./16. Oktober 1756 musste er, genau wie der gesamte Rest des sächsischen Heeres, infolge der Schlacht bei Lobositz am Lilienstein kapitulieren. Nachdem der Frieden von Hubertusburg abgeschlossen worden war, bekam Johann Georg von seinem Halbbruder Friedrich August Rutowski im April 1763 die Ämter des Oberkommandierenden des sächsischen Heeres und des Gouverneurs von Dresden übertragen. Am 27. Juli 1763 zum Generalfeldmarschall ernannt, leitete er nach Beendigung des Siebenjährigen Kriegs die Reorganisation des sächsischen Heeres. Am 30. Januar 1770 nahm Johann Georg seinen Abschied vom Militär.

## Leben im Alter
Im Jahre 1764 beauftragte der Chevalier de Saxe den Baumeister Friedrich August Krubsacius mit der Wiederherstellung und Erweiterung des im Siebenjährigen Krieg beschädigten Kurländer Palais in der Inneren Altstadt Dresdens. Am 27. November 1764 erwarb Johann Georg für 14.000 Taler den sogenannten Zinzendorfschen Garten. Hier ließ er sich erneut durch Krubsacius ein prächtiges Rokoko-Palais (das Palais der Sekundogenitur) errichten. Es war nach dem Moszinskapalais und dem Brühlschen Palais in der Friedrichstadt die dritte Maison de Plaisance des Adels vor den Stadtmauern Dresdens. Nach seinem Abschied vom Militär siedelte der Chevalier de Saxe aus der Stadt ganz in sein Gartengrundstück über. Trotz großer Zurückgezogenheit verzichtete er jedoch nicht auf den gewohnten und großen Hofstaat. Nach längerer Krankheit verstarb Johann Georg im Jahre 1774 im Alter von 69 Jahren in seinem Palais als der am längsten lebende Sohn Augusts des Starken. Das Grab Johann Georgs befindet sich auf dem Alten Katholischen Friedhof in Dresden.

## Testament
In seinem Testament setzte der Chevalier de Saxe seine Halbschwester Friederike Alexandrine von Cosel, verheiratete Gräfin von Moszinska, zur Universalerbin ein. Zur Ablösung noch vorhandener Schulden wurde ihr die Verpflichtung auferlegt, den Garten mit dem Palais zunächst dem Kurfürsten Friedrich August III. und dann dem Prinzen Karl für 15.000 Taler zum Kauf anzubieten. Erst für den Fall der Ablehnung sollte sie den Garten selbst behalten, jedoch gegen Erlegung eines Kapitals von 10.000 Talern zur Ablösung der Schulden. Sofort nach Eröffnung wurde das Testament vom Kommandeur des Malteserordens, Oberhofmeister Freiherr von Forell, angefochten. Forell informierte den Kurfürsten, dass Johann Georg seit 1728 dem Orden angehörte und aufgrund der Ordensprivilegien sämtlicher Besitz an den Orden fallen müsse. Der anschließende Prozess wurde 1776 zu Gunsten des Ordens entschieden. Allerdings hatte sich der Chevalier de Saxe bei der Höhe seiner Schulden sehr verschätzt: Sie beliefen sich tatsächlich auf etwa 36.000 Taler. Über den Nachlass wurde daher der Konkurs verhängt, die Gläubiger erhielten 80 % der ausstehenden Summen. Dem Orden selbst verblieben nach der Abwicklung des Verfahrens außer dem Grundstück noch knapp 5.000 Taler.